# Le Livre des Baltimore
Le Livre des Baltimore est un roman de Joël Dicker paru le 30 septembre 2015 aux éditions de Fallois.

## Genèse du livre
Avec l'écriture de son septième roman (seuls trois ont été publiés jusqu'alors), Joël Dicker avait envie de continuer ce qu'il avait commencé avec son roman précédent, La Vérité sur l'affaire Harry Quebert. Le Livre des Baltimore a été commencé avant la parution de son sixième roman, pendant les quelques semaines comprises entre l'impression du livre et sa date de parution en librairie.
La Vérité sur l'Affaire Harry Quebert était, à l'époque, pour l'auteur, le début d'une trilogie américaine qui aurait constitué pour lui une nouvelle parenthèse après ses précédents ouvrages dont l'action se déroulait en Europe. Face au succès de La Vérité sur l'Affaire Harry Quebert, Joël Dicker s'est alors demandé s'il devait poursuivre son idée de trilogie car il craignait qu'on lui reproche une certaine facilité dans le fait de reprendre comme personnage principal de son nouveau roman celui-là même qui a fait le succès du précédent. Finalement, l'auteur a écouté ses envies et a décidé de terminer Le Livre des Baltimore qui n'est pas, à proprement parler, une suite de La Vérité sur l'Affaire Harry Québert, les deux livres pouvant se lire indépendamment.

## Résumé
Le Livre des Baltimore raconte l'histoire croisée des membres de la famille Goldman, dont les choix de vie de chacun d'entre eux les ont menés vers deux directions opposées:
- Les Goldman-de-Montclair, dont est issu Marcus Goldman, le narrateur de La Vérité sur l'Affaire Harry Quebert, sont une famille de la classe moyenne, habitant une petite maison à Montclair, dans le New Jersey.
- Les Goldman-de-Baltimore sont une famille prospère à qui tout sourit, vivant dans une luxueuse maison d'une banlieue riche de Baltimore, à qui Marcus vouait une admiration sans borne.

Au gré des souvenirs de sa jeunesse, Marcus revient sur la vie et le destin des Goldman-de-Baltimore et la fascination qu'il éprouva jadis pour cette famille de l'Amérique huppée, entre les vacances à Miami, la maison de vacances dans les Hamptons et les frasques dans les écoles privées. Mais les années passent et le vernis des Baltimore s'effrite jusqu'au jour où un drame vient tout bouleverser. Et cette question qui hante Marcus depuis : qu'est-il vraiment arrivé aux Goldman-de-Baltimore ?

## Réception critique
« S'il reste un habile fabricant, sachant ménager ses effets, soutenir l'intérêt et s'appuyer sur quelques solides clichés (les riches ne sont pas si gentils, l'enfance est pleine d'illusions et la jalousie est un vilain défaut...), Joël Dicker s'essaie ici à la chronique familiale. Ce qui nous vaut quelques portraits joliment troussés, des scènes comiques inattendues et plutôt réussies, hélas, aussi, quelques dialogues amoureux particulièrement niais. Bref, le cuisinier a su modifier suffisamment sa recette pour éviter la pure et simple redite, sans pour autant prendre le risque de dérouter. »

— Hubert Prolongeau, Télérama.

« Attendu au tournant après le succès de «La Vérité sur l'Affaire Harry Quebert», l'auteur genevois signe un roman captivant et intelligent. »

— Marianne Grosjean, La Tribune de Genève.

« L’ombre de Philip Roth plane au-dessus de cette laborieuse entreprise romanesque. Joël Dicker croit réécrire Pastorale américaine (Gallimard, 1999), mais il nous donne plutôt un nouvel épisode du Club des cinq honorablement troussé. »

— Eric Chevillard, Le Monde des Livres.

## Éditions
Éditions imprimées
- Éditions de Fallois, 2015  (ISBN 978-2877069472).

Livre audio
- Le Livre des Baltimore, Paris, Audiolib, 2016 (ISBN 978-2-36762-107-4)Texte intégral ; narrateur : Thibault de Montalembert ; support : deux disques compact audio MP3.